# Festiwal Namahage Sedo
Festiwal Namahage Sedo w Oga (jap. なまはげ柴灯まつり ; 生剥げ柴灯祭 Namahage Sedo Matsuri) – jeden z „pięciu zimowych festiwali wielkiego śniegu” regionu Michinoku. Jest to pradawna nazwa północnej części japońskiej wyspy Honsiu. W jej części północno-zachodniej znajdowała się prowincja Dewa (Dewa no kuni), której obszar pokrywał się w przybliżeniu z obecnymi prefekturami: Yamagata i Akita. Półwysep Oga, leżący w prefekturze Akita, jest miejscem, gdzie odbywa się ten festiwal.

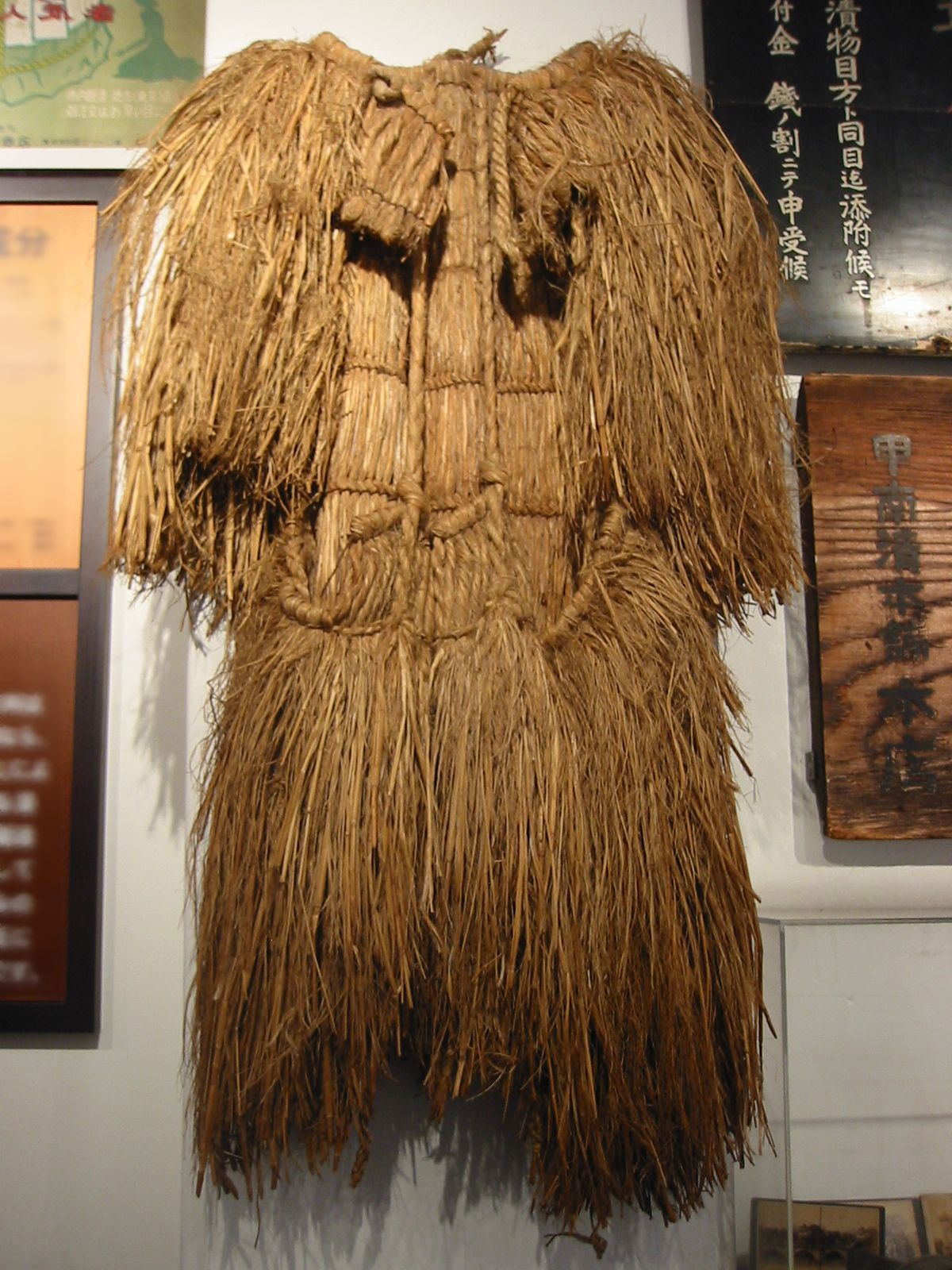
Mino – płaszcz ze słomy

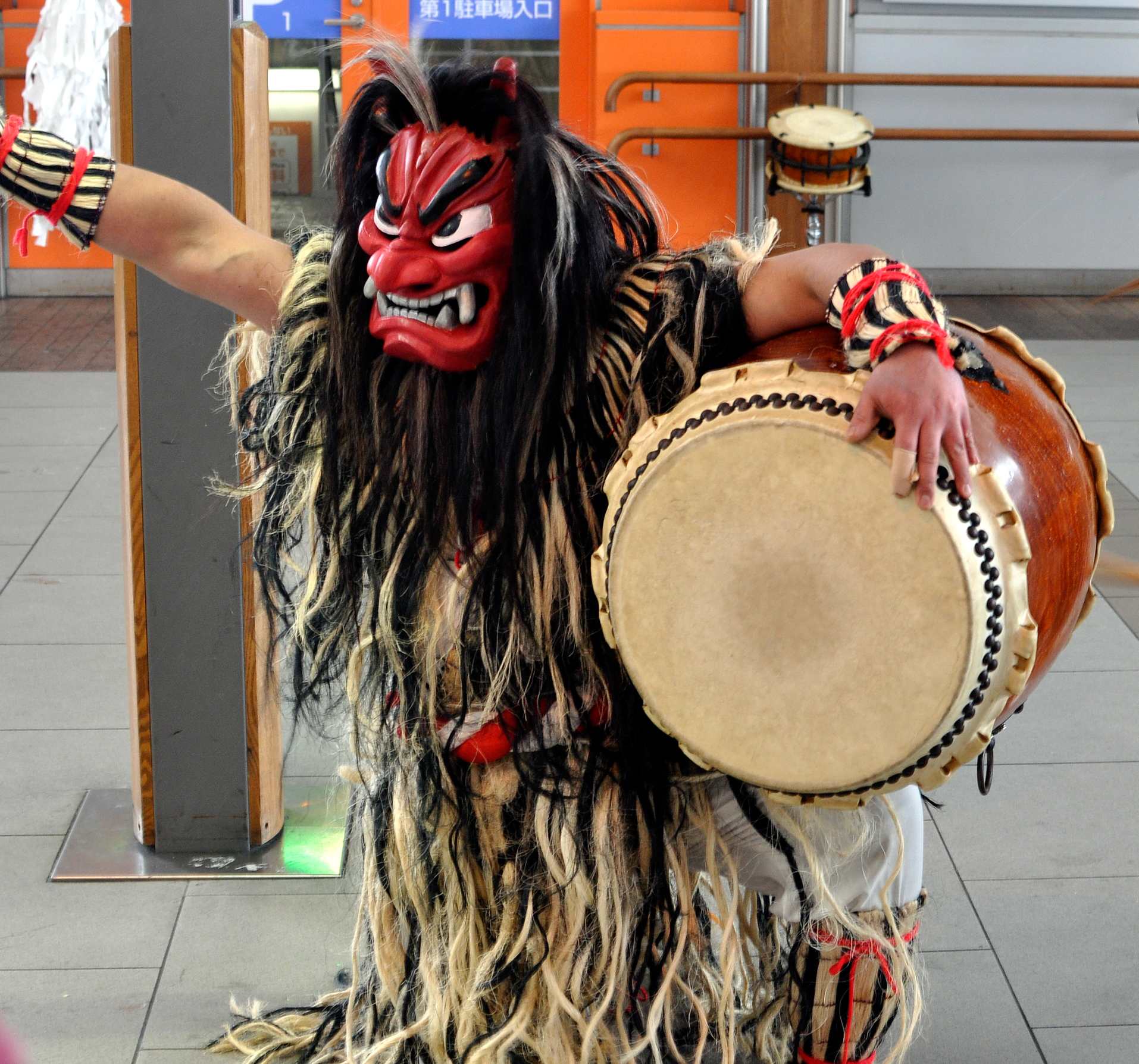
Namahage z bębnem taiko

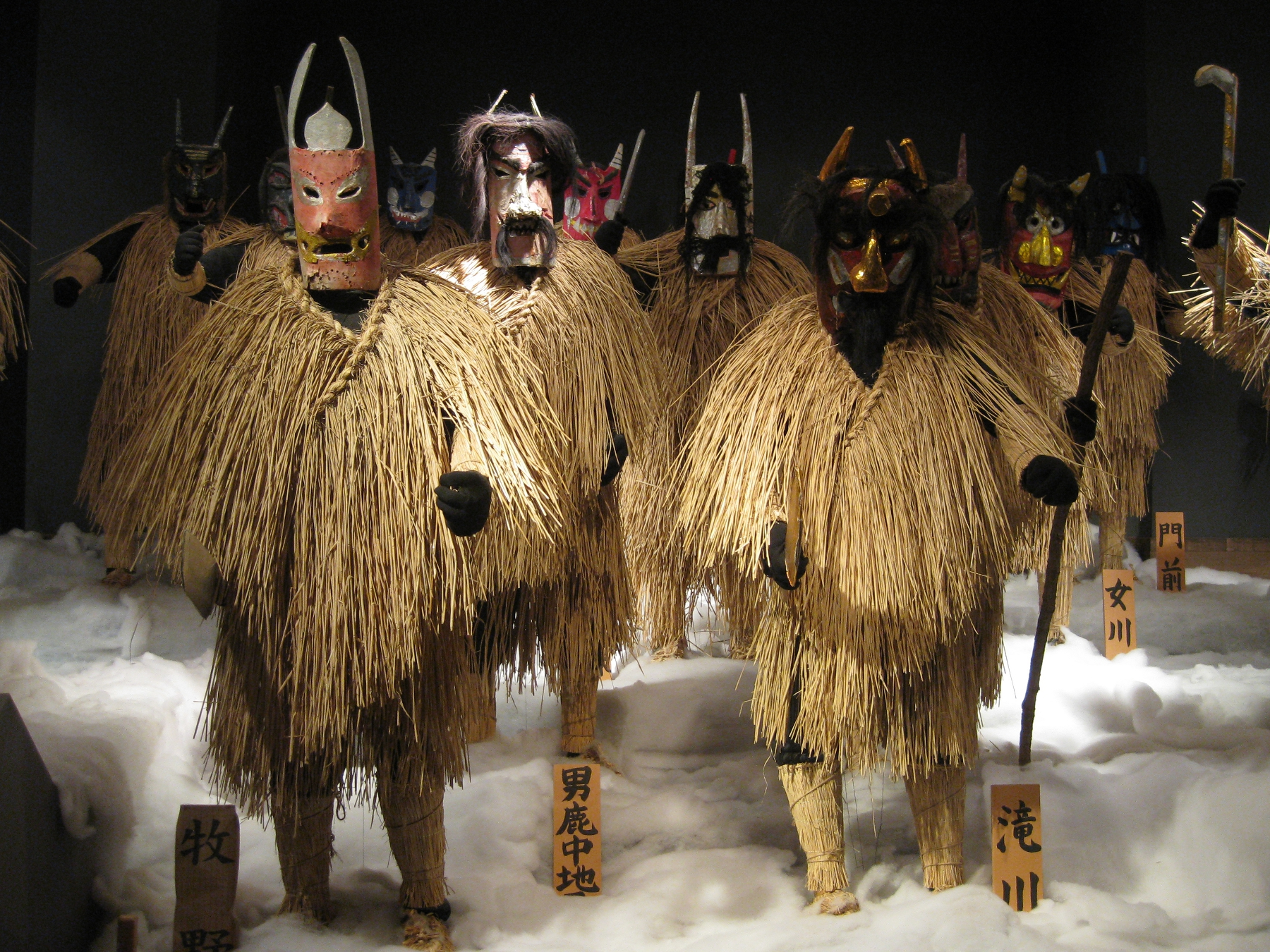
Demony namahage

Pas wybrzeża Japonii od strony Morza Japońskiego w znacznej części charakteryzuje się obfitymi opadami śniegu. Jest to wynikiem zderzenia mas suchego i zimnego powietrza napływającego znad kontynentu azjatyckiego z ciepłym i wilgotnym powietrzem nad Morzem Japońskim. Masy te są zatrzymywane przez góry biegnące wzdłuż wybrzeża, co powoduje potężne opady śniegu. W niektórych regionach jego głębokość może wynosić kilka metrów.
W celu zachęcenia turystów do zimowych odwiedzin, mieszkańcy miasta i półwyspu od 1964 r. organizują co roku zimowy festiwal w drugi piątek, sobotę i niedzielę lutego. Powstał on z dwóch różnych obrzędów lokalnych, organizowanych także osobno:
- folklorystycznych obrzędów namahage (obchodzonych 31 grudnia);
- shintoistycznego rytuału ofiarowania bogom światła saitōsai (obchodzonego w dniu 3 stycznia).

## Oga no Namahage
Namahage to nazwa bóstw-demonów, które przybywają z gór wśród śnieżnej nocy. Ich rolę odgrywają młodzi ludzie noszący wielkie maski (czerwona symbolizuje męskiego, niebieska – żeńskiego demona) oraz nakrycia wierzchnie i buty ze słomy (kiedyś ubiory takie chroniły przed deszczem). W rękach trzymają drewniane noże i wiadra, krążą wieczorem wokół domostw, uderzają w bębny, tańczą i wydają okrzyki: „Czy są tu niegrzeczne dzieci?” „Czy słuchają one swoich rodziców?” „Czy leniwe synowe nie zaniedbują swojej pracy?”.
Ten pradawny obrzęd folklorystyczny odbywa się w kilkudziesięciu miejscowościach półwyspu Oga w ostatni dzień roku według kalendarza zachodniego, czyli 31 grudnia. W przeszłości obowiązywał kalendarz księżycowy. Jeszcze do lat 50. XX w. niektóre rodziny w regionie obchodziły Nowy Rok zgodnie z tym kalendarzem.
Według legend, obrzęd ten jest odtworzeniem najazdu „demonów” przysłanych dwa tysiące lat temu przez chińskiego cesarza Wu z dynastii Han, aby kradły plony i porywały młode kobiety. Biorąc pod uwagę ekspansywną politykę tego cesarza, można przypuszczać, że taka wyprawa zbrojnych oddziałów mogła mieć miejsce. Dzięki sprytowi miejscowej ludności udało się ich jednak przepędzić. W innej wersji festiwal upamiętnia wizytę cudzoziemców, z którymi mieszkańcy nie mogli się porozumieć ze względu na odmienność języka i ich „diabelski” wygląd. Niektórzy uważają, że demony reprezentują górskich ascetów-szamanów (shugendō). Jeszcze inni, że to wysłannicy górskiego bóstwa, które chroni region Oga.
Lokalne demony namahage na półwyspie Oga należą do grupy bóstw/duchów/zjaw japońskich o ogólnej nazwie oni, tłumaczonej na języki zachodnie jako diabły, demony, trolle, czy ogry. Oni z kolei należą do trzech rodzajów kami: niegodziwych i złych, dobrych i przyjaznych oraz uosabiających cudzoziemców lub obcych. Pod wpływem tej mieszaniny wierzeń, obrzędy w regionie Oga z biegiem setek lat zmieniały swój charakter. Obecnie mają znaczenie zapewnienia szczęścia i pomyślności. Mieszkańcy regionu wierzą, iż bóstwa tego rodzaju zapewnią im dobre plony i połowy w nadchodzącym roku, że będą bronić domostw przed chorobami, klęskami, nieszczęściami i dbać o dobrobyt mieszkańców. Po zakończeniu obrzędu dyscyplinowania dzieci i dorosłych, diabły są podejmowane przez głowy rodzin, które oferują im sake i ryżowe ciastka mochi. Ułagodzone gościnnością, diabły opuszczają dom, życząc dobrego zdrowia i powodzenia w nowym roku.
W 1978 roku festiwal ten – jako „Oga no Namahage” – uznany został oficjalnie za dobro niematerialnej kultury ludowej.

## Etymologia słowa „namahage”
W zimie, spędzanie długiego czasu przy otwartym palenisku domowym w wiejskiej chacie, powoduje oparzenia, bąble na rękach i nogach. W dialekcie regionu Akita są one nazywane namomi. Takie bezczynne siedzenie przy ogniu jest kojarzone z lenistwem, a usuwanie tych bąbli (drewnianymi nożami namahage), czyli namomihagi oznacza walkę z nieróbstwem. Z biegiem lat słowo to przybrało formę namahage. „Usuwanie bąbli” przez demony ma obecnie również znaczenie uroczystego powitania noworocznego nowych przybyszów do regionu i nowo poślubionych kobiet, z sugestią, aby „nowicjusze” pozbyli się swoich „pęcherzy” i ciężko pracowali. Jest także kojarzone ze słowem namakemono, czyli leń.

## Saitōsai (święto ofiarowania światła bogom)
Obrzędy saitōsai odbywają się na terenie i wokół shintoistycznego chramu Shinzan w miejscowości Kitaura, należącej administracyjnie, jak cały półwysep, do miasta Oga. Jednym z głównych elementów ceremonii jest święty taniec oczyszczający harai-kagura (unikalny dla Oga) przy ogniu sedo, który jest darem światła dla bogów. Kapłani wręczają maski demonów młodym ludziom, którzy stają się tym samym namahage i wracają w góry.
Na terenie chramu znajduje się specjalna scena, gdzie odtwarzane są „dyscyplinujące” wizyty domowe namahage i odbywają się koncerty na bębnach.

## Namahage Sedo Matsuri
Praktyczny stosunek do życia mieszkańców półwyspu Oga podsunął im pomysł wyjścia naprzeciw wierzeniom o pomyślności. Połączyli więc oba obrzędy w festiwal demonów, ognia i światła wśród śnieżnej nocy, co przyciąga turystów, przysparza dochodów i dostarcza rozrywki w zimowe wieczory.
Słowa sedo i saitō występujące w powyższych nazwach, pisane w różny sposób: 柴灯・斎灯・柴燈・斎燈, oznaczają światło oferowane bogom.
Natomiast słowo matsuri 祭 (czytane jako drugie sai w słowie saitōsai) oznacza: święto, festiwal, uroczystości, ale także odprawianie obrzędów religijnych, czczenie bóstw. Wywodzi się ono bowiem z prastarych rytuałów shintō, związanych pierwotnie z cyklem uprawy ryżu i dbałością o pomyślność lokalnych społeczności. Łączą się one również ze zjednywaniem sobie bogów (kami) i duchów zmarłych. Niektóre z tych obrzędów połączono z ceremoniami buddyjskimi i konfucjańskimi, które napłynęły z Chin i umieszczono w kalendarzu jako stałe święta. W ostatnich dekadach niektóre z nich, podobnie jak w innych krajach, nabrały charakteru komercyjnego.